# 厚別東
厚別東（あつべつひがし）とは、札幌市厚別区の地名。同区内の北東端に位置する、野津幌川と函館本線以東の地域で、江別市に隣接する。
かつては厚別町小野幌の一部だったが、札幌市営地下鉄東西線の延伸を契機に急速な発展を遂げ、1983年（昭和58年）9月12日に分区された。

## 施設
- JR北海道 森林公園駅（厚別北1-4）
- 北海道札幌啓成高等学校（厚別東4-8）
- 札幌市立厚別中学校（厚別東3-5）
- 札幌市立厚別東小学校（厚別東4-8）
- 札幌市立小野幌小学校（厚別東2-4）
- 小野幌神社（厚別東4-4）
- サンマルコ食品本社（厚別東4-1）
- 新札幌乳業本社（厚別東4-1）